# Žamenci
Žamenci so naselje v Občini Dornava.